# 无线电防御部队
无线电防御部队（德語：Funkabwehr）是二战期间纳粹德国组建的一个无线电反情報机构，于1940年由汉斯·科普（Hans Kopp）创立。该机构是监测納粹德國認定的非法广播的主要部门。该部门的正式名称是“国防军最高统帅部无线电防御部队”（Funkabwehr des Oberkommandos der Wehrmacht）。1941年6月26日，无线电防御部队实现了一大突破，驻扎在澤列諾格拉茨克的无线电防御部队站点的追踪小组发现了活动于柏林的反纳粹抵抗组织红色交响乐队以及两个活动于德占欧洲和瑞士的苏联间谍组织的踪迹。1945年4月30日，无线电防御部队解散。